# Emesé Ijjasz de Murcia
Emesé Ijjasz de Murcia (Budapest, 18 de mayo de 1936), es una arquitecta y académica colombiana de ascendencia húngara, dedicada al desarrollo de la vivienda social 

## Trayectoria
Estudió arquitectura en Argentina entre 1956 y 1958, en la Universidad Católica de Santiago de Chile entre 1958 y 1961 y en la Universidad Nacional de Colombia sede Medellín en 1962 donde obtiene su título de grado.  Graduada en 1963, trabajó en Medellín hasta 1971, donde diseñó más de 17.000 viviendas. En 1968 comenzó a enseñar en la Universidad de Los Andes de Colombia, en Bogotá, donde llegó a ser Vicedecana en 1978.
Es miembro de la Sociedad Colombiana de Arquitectos, y ha diseñado numerosos desarrollos habitacionales de gran escala en Bogotá.

### En instituciones públicas
Dentro del Instituto de Crédito Territorial Emesé Ijjasz interviene en el diseño de grandes conjuntos habitacionales como el Barrio Kennedy, el Conjunto Urbano Timiza (1965-1969) y Quirigua, entre otros; además dirige el Taller 2 del ICT para el diseño de los proyectos Kennedy Experimental (1969-1971) y Tunal Experimental (1971).
Los años en que Ijjasz trabaja en el Instituto forman parte de un periodo (entre 1964 y 1973) en el que se constituye dentro del ICT un Departamento de Diseño para abordar de manera crítica la misión de la entidad. Bajo la responsabilidad del subgerente técnico Germán Pardo, y con el liderazgo de los arquitectos Rogelio Salmona y Hernán Vieco, el Departamento de Diseño realiza un análisis crítico de obras previas del ICT donde se manifiesta una desintegración entre urbanismo y arquitectura, donde es necesario atender el rol de las vivienda en relación con la construcción del espacio público.
Trabaja en el diseño, construcción y restauración de varios edificios que conforman las instalaciones de la Universidad de Los Andes. Algunos de estos proyectos los lleva a cabo junto a su hija, la arquitecta Ilona Murcia.

### En el ámbito privado
Desde 1972 está al frente de su propia oficina de arquitectura en Bogotá, en sociedad con Cecilia Álvarez con quien forman la oficina Álvarez, ljjasz y Murcia, la primera firma dedicada al diseño y construcción dirigida por mujeres y que a lo largo de veinte años desarrolla proyectos residenciales muy reconocidos como la construcción de parques en El Tunal, el proyecto ambiental de la Carrera 3 y el Centro Comercial 20 de Julio, entre otros. Ellas desarrollan una de sus obras más reconocidas sobre el tema de vivienda comunitaria: el conjunto Niza VIII en Bogotá (1983), donde aplican muchas de sus reflexiones previas respecto a la construcción de la calle como espacio público: la línea de paramentos de los edificios desplazados de ladrillo produce un efecto interesante, el espacio que los bordea, anteriormente abierto, indefinido y suburbano, se convierte en una calle-corredor o calle-túnel de carácter definitivamente urbano.